# FIFA 월드컵 트로피
FIFA컵(Fifa Cup)은 FIFA 월드컵 우승국에게 주어지는 황금 트로피이다. 월드컵 대회가 1930년에 창설된 이래, 두 개의 트로피가 우승의 증표가 되었다. 하나는 쥘 리메 컵으로 1930년부터 1970년까지, 그리고 다른 하나는 FIFA컵으로 1974년부터 현재까지 이어져 오고 있다.
원래 Victory(승리)라고 이름지어졌던 쥘 리메 컵은 후에 전 FIFA 회장이었던 쥘 리메를 기려 그의 이름을 따 다시 이름지어졌다. 이 트로피는 금으로 도금된 순은과 청금석으로 만들어졌고, 그리스 신화에 등장하는 승리의 여신인 니케를 묘사했다. 1970년, 브라질이 3회 우승을 하며 이 트로피를 영구 소유하게 되면서 이를 대체하는 트로피에 대한 제작이 촉구되었다. 이 트로피는 1983년에 도난당해서 영영 찾지 못하게 되었다.
이를 대체하는 트로피인 FIFA컵이 1974년에 첫 선을 보였다. 공작석을 바탕으로 18캐럿의 금으로 만들어진 이 트로피는 두 사람이 지구를 들고 있는 모습을 형상화하고 있다. 최근에는 2022년 월드컵을 우승한 아르헨티나가 이 트로피를 소유하고 있다.

## 쥘 리메 컵

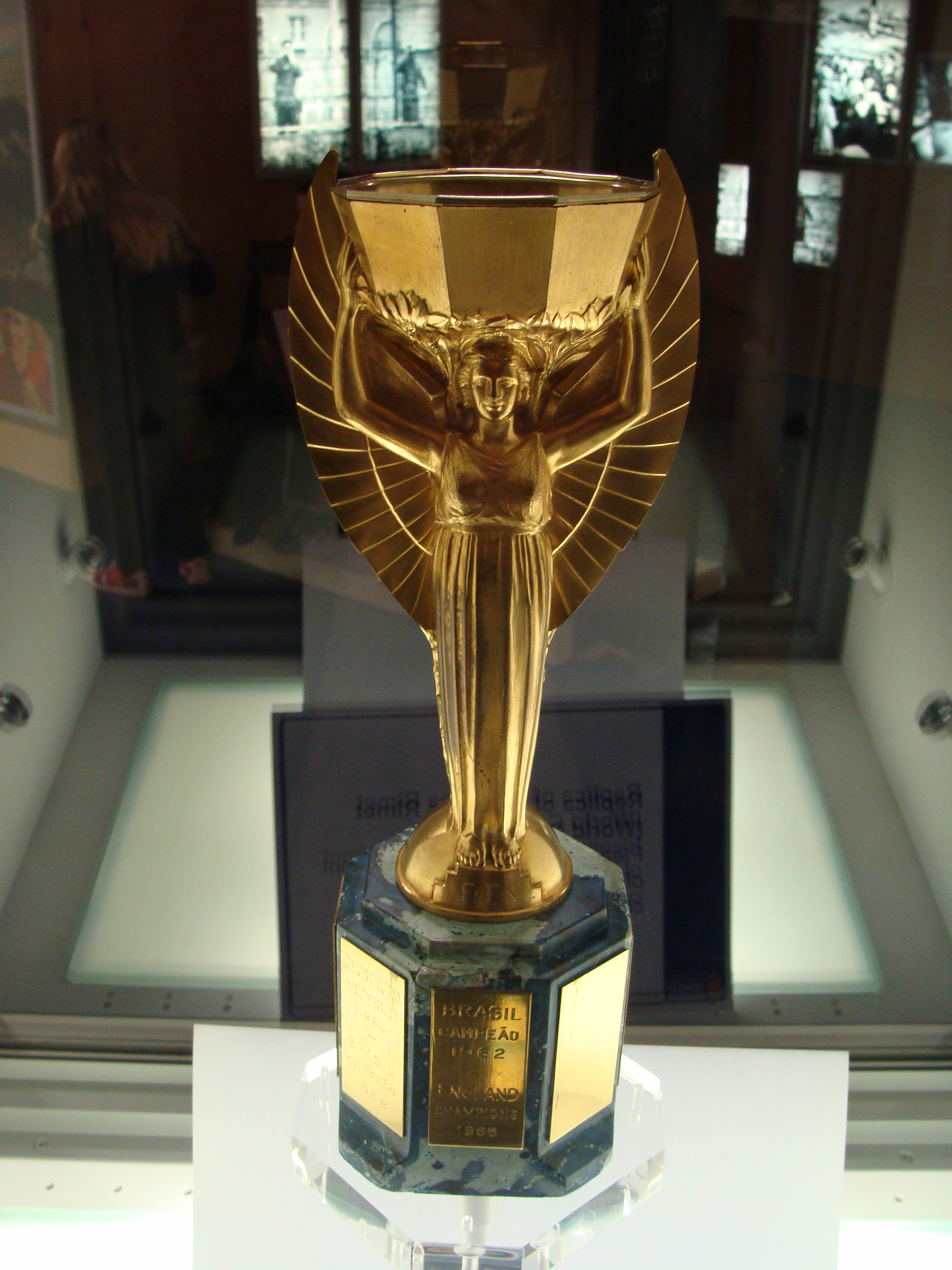
국립 축구 박물관에 전시된 쥘 리메 컵 복제품.

쥘 리메 컵(Jules Rimet Trophy, 줄 리메 컵)은 FIFA 월드컵 대회를 우승한 팀에게 수여하던 최초의 트로피이다. 원래 Victory(승리)라고 불렸으나, 일반적으로 '월드컵(World Cup)'이나 '쿠프 뒤 몽드(Coupe du Monde)'로 잘 알려져 있다. 이 트로피는 1929년에 FIFA 월드컵 대회를 시작하는 결의를 통과시켰던 FIFA 회장 쥘 리메를 기리기 위해 1946년, 공식적으로 이름이 바뀐다.
모습은 그리스 신화에서 승리의 여신인 니케를 상징하는 날개달린 사람이 8각형 모양의 컵을 지탱하고 있다. 아벨 라플뢰르가 디자인했으며, 청금색의 푸른 바탕에 금으로 도금된 순은으로 만들어졌다. 높이는 35cm이며 무게는 3.8kg이다.
1930년 6월 2일, 첫 번째 월드컵을 위해 프랑스 니스의 남쪽에 위치한 빌프랑슈 쉬르 메르에서 출항한 콩트 베르데라는 배안에 실려 우루과이로 보내졌다. 이 배는 쥘 리메와 그 해에 본선에 참가한 프랑스, 루마니아와 벨기에를 대표하는 선수들을 태운 배와 동일한 배였다. 1930년 FIFA 월드컵 우승 팀이었던 우루과이가 첫 번째로 이 트로피를 수여받았다.
제2차 세계 대전동안, 트로피는 1938년 FIFA 월드컵의 우승 팀인 이탈리아가 소유하였다. FIFA의 이탈리아 부회장이었으며 이탈리아 축구 협회의 회장이었던 오토리노 바라시는 나치가 이것을 가져가는 것을 막기 위해 비밀스럽게 로마에 있는 은행에서 트로피를 옮겨 그의 침대 밑의 신발 상자에 이것을 숨겼다.
잉글랜드에서 열린 1966년 FIFA 월드컵을 4개월 앞둔 1966년 3월 20일, 웨스트민스터 센트럴 홀에서 일반인에게 개방된 전시회를 하던 도중 트로피가 도난당하였다. 사라지고 7일 뒤, 사우스런던의 어퍼 노우드 교외의 정원 울타리 밑바닥에서 주인과 산책나온 개에 의해 신문지에 덮인 채로 발견됐다.
안전을 위해서, 잉글랜드 축구 협회는 경기 이후의 축하에 사용하기 위해 비밀스럽게 복제품을 만들었다. 이 복제품은 그 이후 1970년까지 사용되었다. FIFA가 이 복제품을 경매에 붙였던 1997년 당시 이 복제품은 254,500 파운드에 거래되었다. 이 트로피는 복제품이 아니라 진품일 수도 있다는 추측을 낳기도 했다. 경매 후에, FIFA는 이 복제품을 프레스톤에 있는 잉글랜드 국립 축구 박물관에 전시하기로 결정하였다.
쥘 리메가 1930년에 명시했던대로, 브라질이 1970년에 월드컵 3회 우승을 달성하자 그들은 진품 트로피를 영구적으로 소유할 수 있게 되었다. 그러나, 1983년 12월 19일, 리우데자네이루에 있는 브라질 축구 협회 본부에서 트로피는 다시 도난당했다. 방탄 유리가 앞에 있는 진열장에 보관되고 있었으나, 나무로 만들어진 뒷부분이 쇠지레로 들리면서 열렸다. 이 트로피는 다시 찾지 못했는데, 이는 트로피가 용해되었음을 시사한다. 3명의 브라질인 남자와 1명의 아르헨티나인 남자가 범죄를 시도하여 궐석 재판 끝에 유죄 선고를 받았다.
브라질 축구 협회는 1.8kg의 금을 사용하여 이스트먼 코닥에게 복제품 제작을 의뢰했다. 1984년 조앙 바프티스타 지 올리베이라 피게이레두 브라질 대통령에게 복제품이 증정되었다.

## FIFA컵

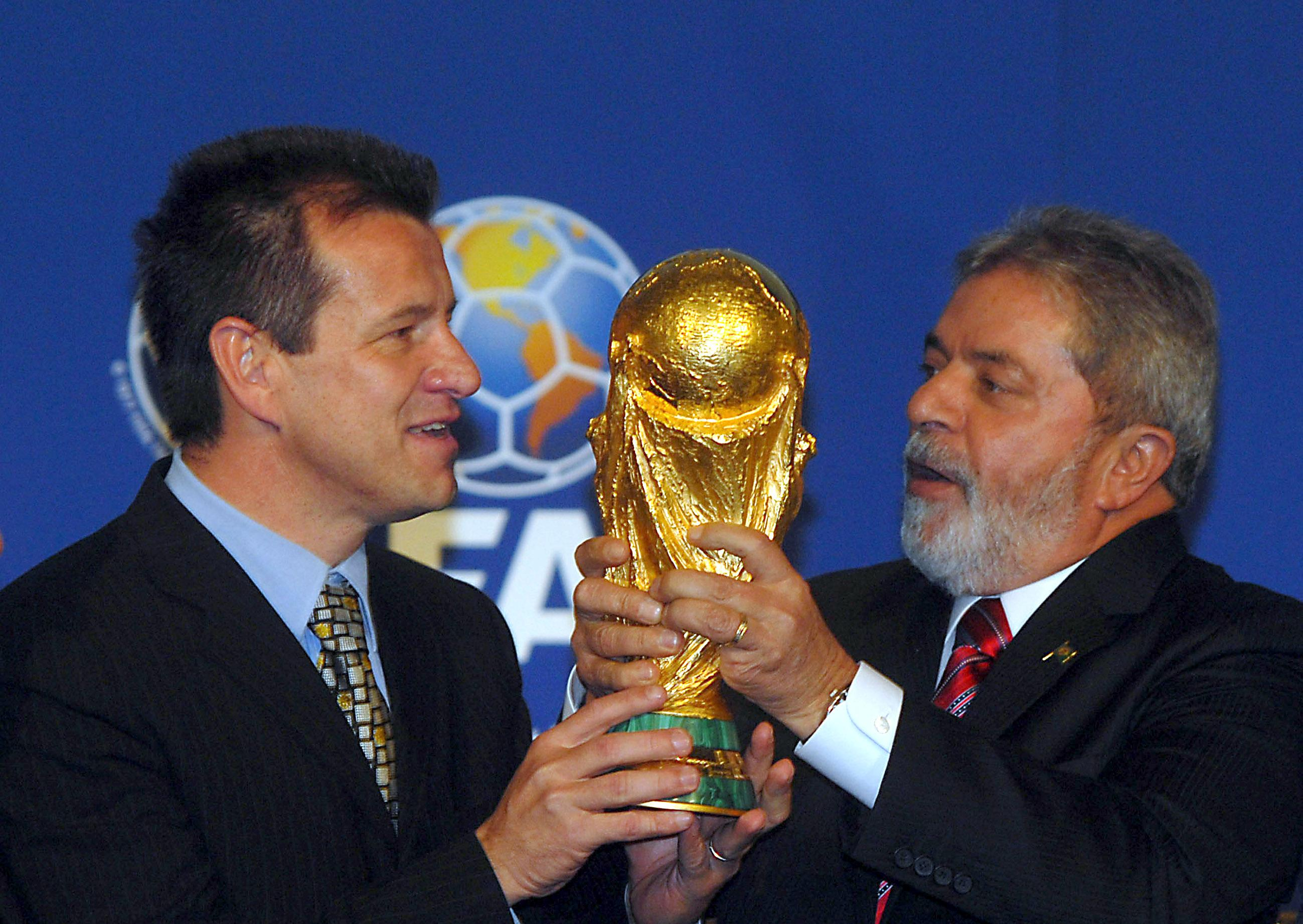
2007년 10월 30일 FIFA가 브라질을 2014년 FIFA 월드컵 개최국으로 선정하던 당시에 브라질 축구 국가대표팀 감독 둥가와 브라질의 대통령인 루이스 이나시우 룰라 다 시우바가 FIFA컵을 들고 있는 모습

쥘 리메컵을 대체하는 FIFA컵(FIFA World Cup Trophy)은 1974년 FIFA 월드컵에서 서독의 주장이었던 프란츠 베켄바워에게 처음 수여되었다. 이것은 실비오 가자니가 디자인했고 베르토니, 밀라노에 의해 생산되었다. 이것은 높이가 36.5cm이고 무게는 6.175kg이며 공작석 2층을 포함한 밑부분으로 한 18캐럿(75%)의 금 5kg으로 만들어졌다. 이것은 두 사람이 지구를 들어올린 모습을 형상화하고 있다.
이 트로피는 밑부분이 튀어나온 'FIFA 월드컵'이라는 글씨가 새겨져 있다. 매 대회마다 우승한 팀들 나라의 이름이 트로피의 하단에 있는 17개의 명판에 새겨지는데, 이 부분은 밑부분에 있기 때문에 트로피가 똑바로 서있을 때는 잘 보이지 않는다. 텍스트에는 영어로 해당 연도의 숫자와 우승 팀이 표시된다, 이를테면 '1978 Argentina(아르헨티나)'의 식이다. 2015년 현재 총 11개의 우승 팀이 밑부분에 새겨져 있다. 이 17개의 명판이 다 채워진 이후에 FIFA가 이 트로피를 언제 은퇴시킬 것인지는 아직 알려지지 않았다. 적어도 2038년 FIFA 월드컵이 열리기 전까지는 그런 일이 발생하지 않으리라 추측된다. 그러나 2014년 FIFA 월드컵부터 보다 더 많은 우승 팀을 새기기 위해 하단 부분을 원형으로 새겨진 것으로 교체하였다.
FIFA 규칙은 현재 이 트로피와 관련해 이전의 쥘 리메 컵과는 다르게 그 누구도 영구 소유할 수 없음을 언급했다. 대신 대회 우승 팀들은 도금된 복제품을 받게 된다. 한편, FIFA는 이전 쥘 리메 컵의 몇 차례의 도난 사건을 의식하여 이 트로피에 25만 스위스 프랑의 보험에 가입해 놓고 있다.

## 특징
쥘 리메 컵이 영원히 사라진 사건을 계기로 FIFA에서는 새로 만든 FIFA컵 트로피에 새로운 규정을 적용했다. 그 규정이라는 것은 FIFA 월드컵 우승을 경험한 팀의 구성원(선수, 감독, 코칭스텝)이 아니면 그 어느 누구도 트로피에 손댈 수 없다는 규정이다. 이 때문에 2014년 FIFA 월드컵 결승전에서는 이 트로피를 2010년 FIFA 월드컵에서 우승을 경험했던 스페인의 카를레스 푸욜이 운반했다.

## 우승 팀

### 쥘 리메 컵 우승 팀
- 브라질 - 1958, 1962, 1970
- 이탈리아 - 1934, 1938
- 우루과이 - 1930, 1950
- 서독 - 1954
- 잉글랜드 - 1966

### FIFA컵 우승 팀
- 이탈리아 - 1982, 2006
- 브라질 - 1994, 2002
- 독일 (서독 포함) - 1974, 1990, 2014
- 아르헨티나 - 1978, 1986, 2022
- 프랑스 - 1998, 2018
- 스페인 - 2010

### 총합
| 국가명           | 쥘 리메 컵 | FIFA컵 | 총계 |
| ---------------- | ---------- | ------ | ---- |
| 브라질           | 3          | 2      | 5    |
| 이탈리아         | 2          | 2      | 4    |
| 독일 (서독 포함) | 1          | 3      | 4    |
| 아르헨티나       | 0          | 3      | 3    |
| 우루과이         | 2          | 0      | 2    |
| 프랑스           | 0          | 2      | 2    |
| 잉글랜드         | 1          | 0      | 1    |
| 스페인           | 0          | 1      | 1    |